# Buslijn 1 (Assen)
Buslijn 1 is een stadsbuslijn van Qbuzz in de concessie Groningen-Drenthe. De lijn rijdt in Assen vanaf het Busstation Marsdijk door de wijk Marsdijk heen, en gaat langs het Stadsbedrijvenpark via het centrum naar het TT-Circuit aan de zuidkant van de stad.

## Geschiedenis
Tot 2019 reed de lijn in Marsdijk via de busbaan Brikheugte in 1 richting en via de Deelheugte in de andere richting.

## Huidige toestand
De bus rijdt van maandag tot en met zaterdag 2x per uur en op zondag 1x per uur.